# Eugen Barbu
Eugen Barbu (Bucarest, 20 febbraio 1924 – Bucarest, 7 settembre 1993) è stato uno scrittore, giornalista e politico rumeno.

## Biografia
Figlio illegittimo dello scrittore e giornalista Nicolae Crevedia (legato alla Guardia di Ferro), Eugen Barbu nacque a Bucarest, nel Regno di Romania, e intraprese gli studi di giurisprudenza all'Università di Bucarest prima di passare a Lettere. Dopo aver conseguito la laurea nel 1947, cominciò a lavorare per giornali di sinistra; nel 1955 esordì sulla scena letteraria con la novella Munca de jos, a cui seguì il romanzo Balonul e rotund l'anno successivo e Groapa ("La fossa") nel 1957.
Godette di una discreta libertà sotto Gheorghe Gheorghiu-Dej e poi Nicolae Ceaușescu, essendosi guadagnato la fiducia del regime comunista grazie ai suoi scritti filosovietici e di carattere nazionalista. Nonostante i riferimenti ironici a Gheorghiu-Dej, il suo romanzo Principele ("Il principe", 1969) non incontrò l'opposizione del partito e beneficiò del un periodo di relativa liberalizzazione bruscamente interrotto dalle tesi di luglio. Il romanzo gli valse anche una candidatura al premio Nobel per la letteratura nel 1970. Nel 1978 vinse il premio Herder.
Il successo di cui godette negli anni settanta fu offuscato all'inizio del 1979 dalle accuse di plagio. La rivista letteraria România Literară pubblicò infatti un estratto dal suo romanzo Incognito accanto a una traduzione da Konstantin Georgievič Paustovskij e i due testi vennero considerati praticamente identici. Barbu negò le accuse, ma la sua reputazione fu rovinata, al punto che gli fu impedito di candidarsi nuovamente per la Grande Assemblea Nazionale, a cui era stato precedentemente eletto in diverse occasioni. 
Durante gli anni ottanta fu critico nei confronti degli intellettuali che erano fuggiti dalla Romania e i suoi scritti antisemiti (che includevano il negazionismo dell'Olocausto) lo portarono nel mirino della Securitate. Nel 1987 le sue invettive contro Eugen Lovinescu (padre della giornalista anticomunista Monica Lovinescu) suscitarono critiche da parte dello stesso Partito Comunista Rumeno (di cui era membro). Dopo la rivoluzione romena del 1989 fondò insieme al suo protégé Corneliu Vadim Tudor il Partito Grande Romania e fu eletto alla Camera dei deputati, dove ebbe un seggio dal 1992 alla morte.
Sposato con l'attrice Marga Barbu, morì nel 1993 all'età di sessantanove anni e fu sepolto al cimitero Șerban Vodă.

## Opere tradotte in italiano
- Il principe, collana Quaderni romeni, traduzione di Diana Cristev, Milano, Rediviva, 2016, ISBN 978-88-97908-30-2.